# Chéry-Chartreuve
Chéry-Chartreuve é uma comuna francesa na região administrativa de Altos da França, no departamento de Aisne. Estende-se por uma área de 13,69 km². Em 2010 a comuna tinha 396 habitantes (densidade: 28,9 hab./km²).